# Cerkiew Kazańskiej Ikony Matki Bożej w Moskwie (Jasieniewo)
Cerkiew Kazańskiej Ikony Matki Bożej – prawosławna cerkiew w Moskwie, w dzielnicy Jasieniewo, wchodzącej w skład południowo-zachodniego okręgu administracyjnego Moskwy. Pierwotnie znajdowała się w majątku Uzkoje. Administracyjnie należy do dekanatu św. Paraskiewy eparchii moskiewskiej miejskiej Rosyjskiego Kościoła Prawosławnego.

## Historia
Cerkiew została wzniesiona w 1698 przez bojara Tichona Strieszniewa w stylu baroku naryszkińskiego na miejscu starszej, drewnianej świątyni wzmiankowanej po raz pierwszy w 1641. Była to prywatna świątynia prawosławna na terenie majątku Uzkoje, który na przestrzeni wieków należał m.in. do Golicynów, Strieszniewów, Oboleńskich, Niejełowych, Tołstojów i Trubieckich. Świątynia odniosła poważne straty podczas wojny francusko-rosyjskiej w 1812. Ostatnimi właścicielami Uzkiego byli Trubieccy. Częstym gościem w ich majątku, a zatem także w znajdującej się na jego terenie cerkwi, był filozof Władimir Sołowjow.
W 1928 cerkiew została zamknięta i przez kolejne dziesięciolecia mieściła magazyn książek. Trafiały do niej m.in. prace autorów zakazanych w ZSRR, skonfiskowane księgi liturgiczne i teologiczne, książki i dokumenty archiwalne wywiezione z bibliotek i archiwów niemieckich. Rosyjski Kościół Prawosławny odzyskał obiekt w 1990.

## Architektura
Cerkiew zbudowana jest na planie krzyża i zwieńczona pięcioma kopułami, z których złocona jest jedynie środkowa, położona w centralnej części budynku. W jednej z zachodnich kopuł zawieszone są dzwony.
Świątynia, oprócz ołtarza głównego, posiada dwa boczne – Ścięcia Głowy św. Jana Chrzciciela oraz św. Mikołaja.